# Liudmila Popova
Liudmila Popova –en ruso, Людмила Попова– es una deportista rusa que compitió en lucha libre. Ganó una medalla de bronce en el Campeonato Mundial de Lucha de 1992, en la categoría de 53 kg.

## Palmarés internacional
| Campeonato Mundial | Campeonato Mundial | Campeonato Mundial | Campeonato Mundial |
| Año                | Lugar              | Medalla            | Categoría          |
| ------------------ | ------------------ | ------------------ | ------------------ |
| 1992               | Lyon (Francia)     | Medalla de bronce  | 53 kg              |